# پتر لارسون (بازیکن فوتبال، زاده ۱۹۸۴)
پتر لارسون (انگلیسی: Peter Larsson؛ زادهٔ ۳۰ آوریل ۱۹۸۴) بازیکن فوتبال اهل سوئد بود.
از باشگاه‌هایی که در آن بازی کرده‌است می‌توان به باشگاه فوتبال هلسینگبورگس، باشگاه فوتبال هالمستاد، و باشگاه فوتبال کپنهاگن اشاره کرد.
وی همچنین در تیم‌های ملی فوتبال زیر ۲۱ سال سوئد و سوئد بازی کرده‌است.